# Antermoiahütte
Die Antermoiahütte (italienisch Rifugio Antermoia) ist eine Schutzhütte der Società degli Alpinisti Tridentini (SAT) in den Dolomiten in den italienischen Alpen.

## Lage und Umgebung

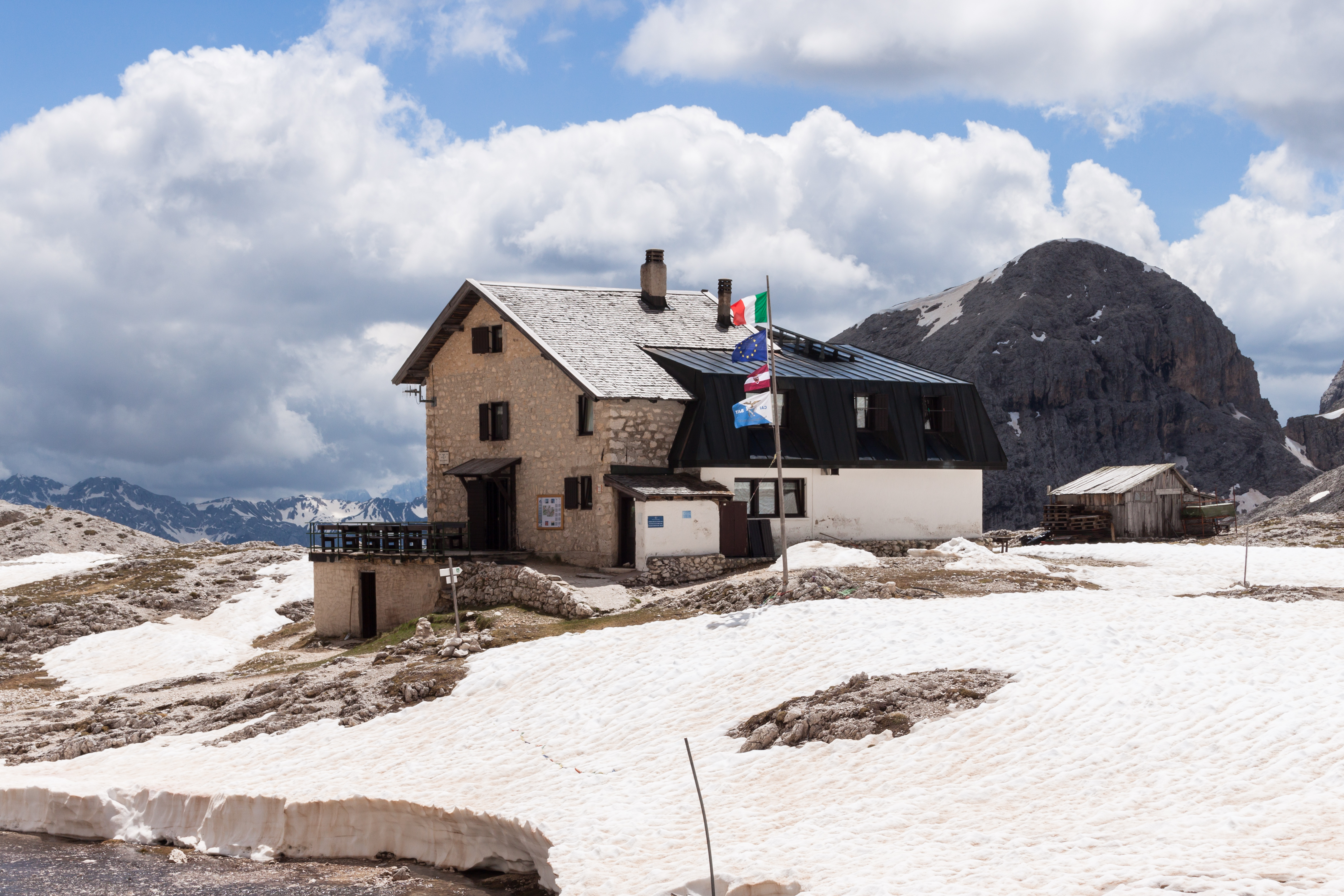
Die Antermoia-Hütte 2014

Die Antermoiahütte befindet sich auf 2497 m Höhe auf dem Gebiet der Gemeinde Mazzin im Trentino. Sie liegt im Antermoiatal (Vallon d’Antermoia) in der Rosengartengruppe.
Die Hütte dient als Stützpunkt für Wanderungen und Klettereien in den umliegenden Bergen. Weiter talaufwärts, am Antermoiasee vorbei, wird der Antermoiapass erreicht. Von hier gelangt man Richtung Westen zum Grasleitenpass mit der Grasleitenpasshütte. Von dort aus führen Wege zur nahe gelegenen Vajolethütte im Süden und zur Grasleitenhütte im Nordwesten.

## Geschichte
Die Hütte wurde im Jahr 1911 von der Sektion Fassa des Deutschen und Österreichischen Alpenvereins (DÖAV) erbaut und unter dem Namen Antermoiaseehütte eröffnet. Sie wurde benannt nach einer Nymphe, die laut einer ladinischen Legende in einem See in der Gegelnd bei der Hütte wohnt. Während des Ersten Weltkriegs wurde die Hütte sich selbst überlassen. Nach Kriegsende ging die Hütte in das Eigentum des SAT über, der seit 1920 eine Sektion des Club Alpino Italiano (CAI) ist. Seit dem Jahr 1962 wird die Hütte vom CAI geführt. 1981 wurde sie renoviert und erweitert, die Neueröffnung erfolgte 1982. Ein weiterer Umbau fand zwischen 2014 und 2016 statt, dabei wurde auch die Bettenkapazität von vormals 44 auf 60 Betten vergrößert.
Von 1990 bis 2016 wurde die Hütte von dem italienischen Alpinisten Almo Giambisi und dessen Frau Fiorenza bewirtschaftet.